# Schriftrollenkrug

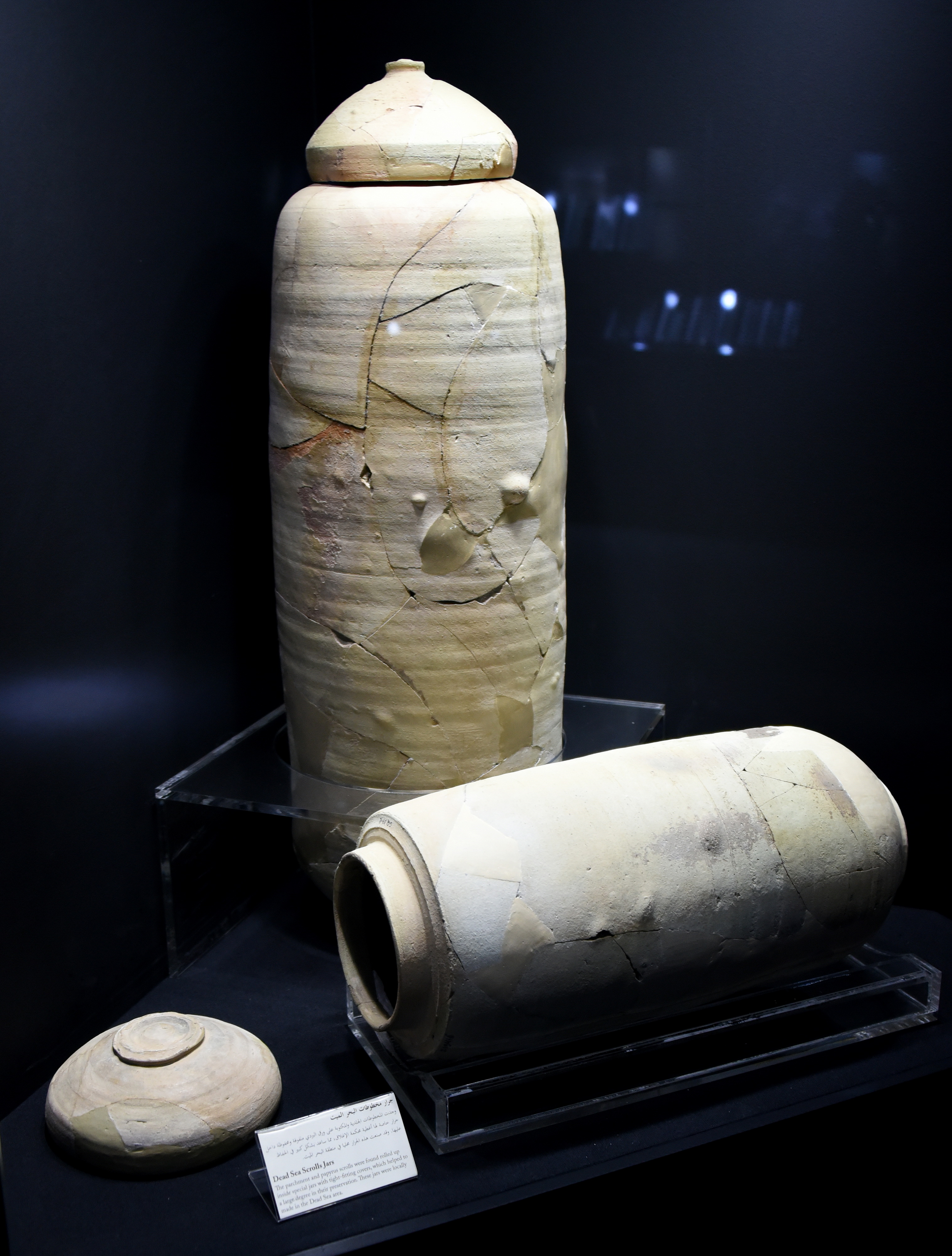
Schriftrollenkrüge (Jordanisches Nationalmuseum Amman)

Als Schriftrollenkrüge (Scroll jars) werden eiförmige oder zylindrische Pithoi bezeichnet, die sowohl in der archäologischen Stätte Khirbet Qumran als auch in den benachbarten Höhlen im Kontext der Schriftrollen vom Toten Meer gefunden wurden. Sie stellten für den Ausgräber Roland de Vaux eine wichtige materielle Verbindung zwischen den Höhlen, in denen die Qumranrollen gefunden wurden, und der Siedlung Khirbet Qumran dar. 

## Fundumstände
In der in verschiedenen Varianten erzählten Auffindungsgeschichte um den Hirten Mohammed edh Dhib, der angeblich bei der Suche nach einer Ziege eine Höhle fand, spielt das Element, dass einige Krüge an der Höhlenwand aufrecht stehen, ihren originalen Deckel tragen und der Hirte daraus mehrere Manuskripte entnimmt, eine zentrale Rolle.

## Zeitliche Einstufung (Datierung) des Fundinventars
In der Datierung der Funde werden die älteren eiförmigen (ovoiden) keramischen Krüge der hasmonäischen Zeit (bis zu dem schweren Erdbeben in Judäa im Jahre 31 v. Chr.) zugewiesen, die jüngeren zylindrischen Krüge dagegen der herodianischen Zeit (nach 31 v. Chr.).

## Charakteristiken
Ihr gemeinsames Kennzeichen ist die große Öffnung. Verschlossen wurden sie mit einem Deckel, der einer umgedrehten Schüssel ähnelt, oder einer Steinplatte. Damit unterscheiden sie sich von den gängigen Vorratskrügen jener Zeit und Region, die man als sackförmig bezeichnen könnte und die eine enge Öffnung sowie Tragegriffe hatten. Auch dieser Keramiktyp ist in Khirbet Qumran vertreten.
Krüge zur sicheren Aufbewahrung von Dokumenten zu verwenden, ist eine schon im biblischen Buch Jeremia bezeugte Praxis (Jer 32,13–14 ). Es leuchtet ein, dass Krüge für die Deponierung von Dokumenten besonders geeignet waren, wenn deren Öffnung weit genug war, so dass man sie bequem wieder entnehmen konnte. In anderer Hinsicht waren die zylindrischen und eiförmigen Krüge unpraktisch: Man konnte sie schlecht verschließen und schlecht daraus ausgießen. Daher ist es möglich, dass sie speziell zur Aufnahme von Schriftrollen produziert wurden. Andererseits fand man in Khirbet Qumran derartige Krüge, die bis zum Hals in den Boden eingegraben waren. Sie hatten offenbar eine andere Funktion. Jodi Magness schlägt vor, dass die zylindrischen und eiförmigen Krüge dieses spezielle Design hatten, um die Einhaltung halachischer Regeln des Jachad zu erleichtern:
- Die normalen (sackförmigen) Krüge wurden mit einem Pfropfen verschlossen und mit Lehm abgedichtet. Das Öffnen eines solchen Verschlusses stellt eine am Sabbat verbotene Tätigkeit (Aufbrechen eines Siegels) dar.[4]
- Beim Gießen von Flüssigkeit aus einem kultisch reinen Vorratsgefäß in ein unreines Gefäß wird nach jachadischer Anschauung durch die Flüssigkeit ein Kontakt hergestellt, der auch das reine Vorratsgefäß unrein macht.[5] Es ist daher besser, aus dem Gefäß zu schöpfen.

Bei Lebensmitteln, die in den zylindrischen und eiförmigen Krügen aufbewahrt wurden, konnte man daher sicher sein, dass halachische Regeln befolgt worden waren und es daher rituell besonders hochwertige Lebensmittel waren. Magness meint, dass außer Schriftrollen auch solche Gefäße mit kultisch hochwertigen Lebensmitteln in den Höhlen bei Qumran deponiert wurden.

## Einordnung

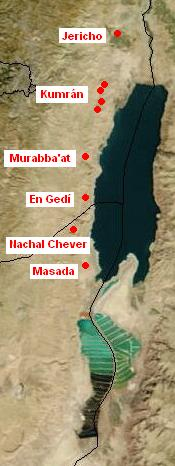
Lokalisation von Qumran

Die Schriftrollenkrüge galten lange als ein Alleinstellungsmerkmal von Khribet Qumran und den benachbarten Höhlen; seit einer Studie von Rachel Bar-Nathan über die Keramik des hellenistischen und frührömischen Jericho (Tulul Abu el-ʿAlayiq) ist das nur noch bedingt richtig. Sowohl ovoide als auch zylindrische Krüge wurden demnach im gewerblichen Bereich des antiken Jericho gefunden. Sie sollen außerdem in Masada vorkommen (unpubliziert) und in einer Grabanlage des antiken Abila im heutigen Jordanien (nicht fotografiert). Es handelt sich demnach um einen besonderen Keramiktyp der Region am Toten Meer, der aber in Khirbet Qumran häufig und sonst selten ist.